# مصطفى السيد (والي)

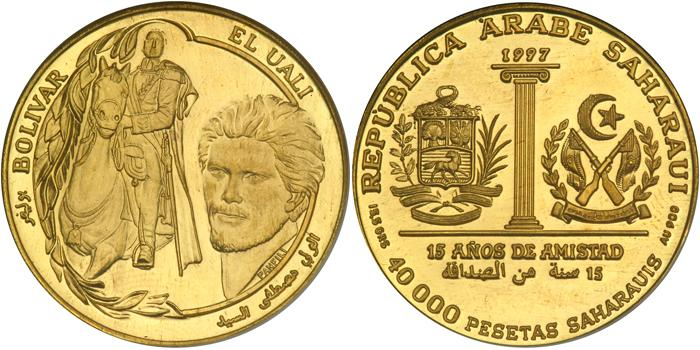
الوالي مصطفى السيد.

الوالي مصطفى السيد (سنة 1948 – 9 يونيو 1976) مناضل صحراوي قاوم الاستعمار الإسباني، ويعتبر من مؤسسي الجبهة الشعبية لتحرير الساقية الحمراء ووادي الذهب وأحد أبرز الشخصيات الوطنية الصحراوية أعلن قيام الجمهورية العربية الصحراوية الديمقراطية في 27 فبراير 1975. وتوفي في عملية عسكرية شمال إكجوجت بمائتين كلم، بعد أن كان يعيش بين القواعد العسكرية ويشرف على العمليات من بين المؤمنين بحتمية انتصار الشعوب ومن بين المؤمنين بوحدة القارة الإفريقية. وحسب الدولة الصحراوية تم بتحريض من امعمر القدافي والهواري بومدين  اللذان كانا ينتميان إلى المعسكر الشرقي أثناء الحرب الباردة واللذان كانا يمقتان النظام الملكي في المغرب. أما الهدف من إنشاء البوليزاريو التي أسسها مجموعة من الطلبة الجامعيين المغاربة فكان هدفها تحرير الصحراء من يد الإسبان تحت رعاية المغرب لكن الساسة في المغرب، بل حتى القصر الملكي كان لهم أسلوب آخر في محاولة استرجاع جميع الأقاليم الجنوبية بما فيها إقليم شنقيط عن طريق السياسة بدل استعمال السلاح. وهذا ما سهل قرار الإرتماء في حضن أعداء المغرب الذين انظمت إليهم مصر وكوبا والإتحاد السوفيتي وعدد كبير من الدول الشيوعية. فقاموا بتسليحهم ودعمهم في المحافل الدولية. لكن المغرب، الإمبراطورية الشريفة التي لها امتداد كبير في التاريخ حيث تعتبر إلى جانب اليابان أقدم إمبراطوريتين في العالم لأزيد من إثنى عشر قرنا، واجه هؤلاء الإنفصالين المدعومين من القوى السالفة الذكر وهزمهم وأخرجهم من صحرائه وهم الآن يعيشون في تندوف الولاية الجزائرية. في الواقع الوالي مصطفى السيد لم يقتل في الحرب من طرف الجيش الموريطاني،  وإنما ثم الغدر به من طرف أحد أصدقائه لما علم بأنه ينوي التخلي عن القضية والرجوع إلى المغرب. أخبر السلطات الجزائرية بذلك، فنصبت له كملنا أودى بحياته وأعلنوا مباشرة أنه استشهد في موريطانيا. 

## حياته
ولد الوالي سنة 1948 ببلدة بئر لحلو الواقعة شمال الصحراء الجنوبية الغربية اشتهر بنضاله ضد الاستعمار الإسباني، يشاع أنه قتل في هجوم مسلح على العاصمة الموريتانية نواكشوط، غير أنه لا يوجد دليل رسمي يؤكد وفاته في الهجوم على أيد الجيش الموريتاني، ويعتقد الكثيرون أنه اُغتيل على يد القوات الجوية الفرنسية، كما أن قبره مجهول ولا توجد تفاصيل عن مقتله أو جنازته، وتطالب منظمات دولية بالبحث بحيثيات وفاة الوالي مصطفى السيد.

## طفولته
نشأ الوالي في عائلة كبيرة وبدوية كانت دائمًا في حالة تنقل، وهي ترعى الإبل وفي بحث مستمر عن قطرات المطر. ومع ذلك ، فإن الجفاف طويل الأمد وبدء الحرب في عام 1957، في الصحراء المغربية، ألقى به هو وعائلته أولاً إلى الزاك وبعد ذلك بوقت قصير إلى طانطان وهي آنذاك مستوطنة صغيرة تديرها السلطات الاستعمارية الإسبانية وتقع في منطقة تكنة.

## تعليمه
بعد تلقيه تعليمه الأولي في المدارس القرآنية جنوب المغرب توجه الوالي مع عائلته إلى مدينة طانطان الواقعة جنوب المغرب وبفضل منحة دراسية من الحكومة المغربية ، تبدأ مرحلة دراسية جديدة كطالب داخلي في مدرسة ليسي بن يوسف في مراكش. الشيء الذي لم يدم طويلا فبعد ذلك بوقت قصير طُرد، حيث اضطر الوالي للعودة إلى طانطان والعمل في الإنعاش الوطني كعامل بسيط ثم رقي ليصبح رئيس لمجموعة من العمال، لكن فصل لموقفه تجاه العمال الآخرين الذين كانوا أطفالًا من اللاجئين الصحراويين.
في عام 1965 حصل على منحة أخرى للعودة إلى المعهد، هذه المرة بمعهد التعليم الأصلي والشؤون الدينية بمدينة تارودانت، حيث التقى ودخل في علاقة وثيقة مع محمد لمين ولد أحمد، وهو شخصية مهمة في الجمهورية العربية الصحراوية الديمقراطية المستقبلية، وبدأ باهتمام كبير في الاقتراب من عالم السياسة. في عام 1967 ثم تابع دراساته الثانوية بالرباط ومن ثم التحق بجامعة محمد الخامس عام 1970م. ودخل كلية الحقوق، فرع العلوم السياسية. وفي سنته الدراسية الأولى حصل على الدرجة 19 من 20 ، ليكون بذلك أول طالب صحرواي ينال تلك الدرجة في تاريخ جامعة محمد الخامس

## تعريفه بالقضية محليا ودوليا
أجرى الوالي اتصالات في مطلع السبعينات بالقيادات العربية والأفريقية من أجل تحرير الصحراء الغربية،
فكان لقائه مع الزعيم هواري بومدين، وكانت المحطة الأولى نقاشا حاميا بين الوالي مصطفى ولد السيد وبومدين دار حول تقدير كل منهما لتحرير الصحراء الغربية، فكان الوالي شاب يساريا متحمسا ثوريا، يبلغ من العمر 23 سنة، بينما كان هواري بومدين زعيما عربيا يحمل هم الشعب الصحراوي.
ولم تختلف المحطت الثانية للوالي مصطفى ولد السيد عند الزعيم البصيري عن نتائج تسر الشاب اليساري المتحمس لحمل السلاح،
قصد الوالي مصطفى الاتحاد الجزائري للشغل وقد استجاب لرغباته وساعده على تنظيم عدة مهرجانات شعبية ابتداء من شهر آذار/مارس 1972 في الجزائر العاصمة وقسنطينة ووهران وتيندوف. للتعريف بقضية الصحراوية كما وجد اهتماما لدى بعض كوادر الاتحاد الوطني للقوات الشعبية، فسارع إلى كتابة وجهة نظر متكاملة، أخذت صيغة مذكرة سياسية يمكن اعتبارها مخاض التجربة
وقصد الولي السلطات الجزائرية التي كان لها عداء مع المغرب، وبعدها قصد الزعيم معمر القذافي ثم القيادة الموريتانية طلباً للدعم والمساندة في تحرير الصحراء الغربية بالسلاح من براثن الاستعمار،
كما كثف من اتصلاته بالجماهير والنخب في الصحراء الغربية، وفي دول افريقيا ومناطق تجمعات الجاليات المنحدرة من الصحراء الغربية في البلدان المجاورة أو في البلدان الأوروبية.
وتبعت تلك الخطوة بانطلاق أول رصاصة للجبهة من خلال عملية الخنكة التاريخية التي أذنت بقيام ثورة عشرين ماي الخالدة مستلهمة الدرس من تاريخ المقاومة الصحراوية وتجاربها مؤكدة شعارها«بالبندقية ننال الحرية».
وخلال سنتي 1974 و 1975م قام الشهيد بجولات دولية لشرح القضية الصحراوية وتسليط الضوء على حقائق كفاح الشعب الصحراوي من خلال عقد ندوات صحافية وسياسية في باريس والجزائر وطرابلس وبيروت وغيرها.
وعلى المستوى الداخلي كان الشهيد الولي لا يتوقف عن اللقاءات والمحاورات مع الجماهير الصحراوية محرضاً وموجهاً ومبشراً وذلك من خلال لغته البسيطة والمقنعة التي يستطيع بها أن يتواصل مع الكبير والصغير والمتعلم والأمي على السواء.

## اعلان الجمهورية

علم الجمهورية العربية الصحراوية الديمقراطية

شهد يوم 27 فبراير 1975 اعلان قيام الجمهورية العربية الصحراوية الديمقراطية بدعم من الجزائر والدول الاشتراكية التي كانت في حينها تدعم كل حركة ثورية على لسان الولي مصطفى السيد وعمره 27 سنة.

### بالفرنسية
- Sophie Caratini (2003). La république des sables: anthropologie d'une révolution (بالفرنسية). L'Harmattan. ISBN:978-2-7475-4337-8. Archived from the original on 2020-06-10.
- Caratini، Sophie (2007). "La prison du temps. Les mutations sociales à l'œuvre dans les camps de réfugiés sahraouis Première partie : la voie de la révolution". Afrique contemporaine ع. 221: 153–172. مؤرشف من الأصل في 2018-06-04. اطلع عليه بتاريخ 10/6/2020. {{استشهاد بدورية محكمة}}: تحقق من التاريخ في: |تاريخ الوصول= (مساعدة)
- Ali Omar (1 Jul 2003). L'insurrection Sahraouie: de la guerre à l'Etat 1973-2003 (بالفرنسية). Editions L'Harmattan. ISBN:978-2-296-32604-0. Archived from the original on 2020-06-10.

### بالإنجليزية
- Lippert, Anne (1977). "Emergence or Submergence of a Potential State: The Struggle in Western Sahara". Africa Today (بالإنجليزية). 24 (1): 41–60. ISSN:0001-9887. Archived from the original on 2016-03-05.
- Mundy, Jacob (2006-09). "Neutrality or complicity? The United States and the 1975 Moroccan takeover of the Spanish Sahara". The Journal of North African Studies (بالإنجليزية). 11 (3): 275–306. DOI:10.1080/13629380600803001. ISSN:1362-9387. Archived from the original on 2007-03-28. {{استشهاد بدورية محكمة}}: تحقق من التاريخ في: |تاريخ= (help)
- Munene, M. (2010). Multiple colonialism in Western Sahara. Journal of Language, Technology & Entrepreneurship in Africa, 2(2), 178-195.
- Munene, M. (2010). History of Western Sahara and Spanish colonisation. Nairobi: United States International University.
- Pham, J. P. (2010). Not Another Failed State: Toward a Realistic Solution in the Western Sahara. Journal of the Middle East and Africa, 1(1), 1-24 (http://www.tandfonline.com/doi/abs/10.1080/21520841003741463 résumé]).